# Председатель Совета министров Луганской Народной Республики
Председатель Совета Министров является главой Совета Министров Луганской Народной Республики — высшего государственного органа исполнительной власти Луганской Народной Республики.

## История
Пост председателя Совета Министров Луганской Народной Республики был введён 18 мая 2014 года в связи с провозглашением Луганской Народной Республикой независимости от Украины. 18 мая 2014 года Верховный Совет Луганской Народной Республики принял Конституцию Луганской Народной Республики (Конституция Луганской Народной Республики), где вводилась должность Премьер-Министра Правительства Луганской Народной Республики. При вступлении в должность Главы Луганской Народной Республики Игорь Плотницкий 20 августа 2014 года, по Конституции Луганской Народной Республики (Конституция Луганской Народной Республики) он стал Главой Правительства Луганской Народной Республики.

## Назначение и снятие с должности
Председатель Совета Министров Луганской Народной Республики назначается на должность и освобождается от неё Главой Луганской Народной Республики по согласованию с Народным Советом Луганской Народной Республики.
Глава Луганской Народной Республики представляет на согласование Народному Совету Луганской Народной Республики кандидатуру Председателя Совета Министров Луганской Народной Республики, получившую большинство голосов от общего числа депутатов Народного Совета Луганской Народной Республики, полномочия которых признаны.
Глава Луганской Народной Республики вносит вопрос Народному Совету Луганской Народной Республики об освобождении от должности Председателя Совета Министров Луганской Народной Республики.
Право выдвижения кандидатур на должность Председателя Совета Министров Луганской Народной Республики принадлежит Главе Луганской Народной Республики.

## Председатели Совета министровЛуганской Народной Республикой
| № | Имя                           | Фотография | Срок полномочий | Срок полномочий   | Партия        |
| - | ----------------------------- | ---------- | --------------- | ----------------- | ------------- |
| 1 | Василий Александрович Никитин |            | 18 мая 2014     | 4 июля 2014       | Беспартийный  |
| 2 | Марат Фаатович Баширов        |            | 4 июля 2014     | 20 августа 2014   | Беспартийный  |
| 3 | Игорь Венедиктович Плотницкий |            | 20 августа 2014 | 26 августа 2014   | Мир Луганщине |
| 4 | Геннадий Николаевич Цыпкалов  |            | 26 августа 2014 | 26 декабря 2015   | Мир Луганщине |
| 5 | Сергей Иванович Козлов        |            | 28 декабря 2015 | Действующий глава | Беспартийный  |